# Papež Kalist I.
Sveti Kalist I., papež in mučenec, Rimskokatoliške cerkve, * 155 n. št., Rim, (Italija, Rimsko cesarstvo); † 14. oktober 222, Rim. V Rimskokatoliški cerkvi god 14. oktobra.

## Življenjepis
Ime Kalist (grško Κάλλιστος, latinizirano: Kallistos) pomeni slovensko: »Najlepši«.
Papež Zefirin, ki je poznal njegovo nadarjenost in pobožnost, ga je kmalu nato posvetil v diakona. V upravo mu je izročil katakombe ob Salarijski in Apijski cesti, ki jih je Kalist razširil in polepšal s poslikavami in napisi. Skrbel je tudi za cerkveno premoženje, s tem pa tudi za podporo revežem in trpečim kristjanom. Postal je tako spoštovan in priljubljen, da so ga po Zefirinovi smrti soglasno izvolili za njegovega naslednika. Tudi kot papež je najprej ohranil velik čut za reveže in zapostavljene, osebno pa ostal ponižen in miren tudi takrat, ko so ga napadali in blatili. 

### Kalist je delil usodo sužnjev
Kalistu je bila že ob rojstvu namenjena usoda sužnja. Rodil se je očetu Domiciju v Rimu leta 155. Bil je kristjan, izredno nadarjen, spreten, požrtvovalen in pošten, zato ga je njegov gospodar Karpofor cenil, ga imel rad in se nanj popolnoma zanesel. Tako zelo, da mu je v upravljanje zaupal vodenje svoje menjalnice v Rimu na Ribjem trgu. Kakorkoli je že bil Kalist sposoben, mu je njegova poštenost in prevelika zaupljivost prinesla tudi veliko trpljenja. Nekateri so ga namreč izkoristili in zlorabili njegovo dobroto, tako da je menjalnica propadla. Ker se je zbal kazni, je zbežal, a so ga našli, ga zgrabili in vrgli v kaznilnico za sužnje. Krščanski prijatelji so mu sicer poskušali pomagati, da bi dokazal svojo nedolžnost, a ker je bilo dolžnikov – zlasti med rimskimi Židi – , ki so to tajili, preveč in so bili bolj pretkani, je bil obsojen na bičanje in delo v svinčenih rudnikih na Sardiniji. Življenje tu pa je bilo neznosno in na meji človeškega. Spali so na golih tleh, v obupnem smradu, z razpadajočo obleko na sebi. Morali so kopati rudo v rudniku ali pa razbijati kamenje na vročem soncu. Kalist je tu preživel nekaj let, dokler ga cesar ni pomilostil.

### Kalistove katakombe
Kalista, nekdanjega sužnja, je papež Zefirin posvetil v diakona in mu izročil najprej upravo Rimskih katakomb (podzemeljskih pokopališč) ob Salarijski in Apijski cesti, pozneje pa nadzorstvo nad vso cerkveno imovino. Kalist je katakombe ob Apijski cesti tako spretno uredil, razširil in olepšal, da se jim še danes ne moremo načuditi. Po njem se imenujejo Kalistove katakombe in jih rimski romarji največ obiskujejo.

### Težave z nasprotniki in s krivoverci
Zaradi njegovega prizanesljivega ravnanja s padlimi in spokorjenimi ga je ostro napadel tudi cerkveni pisatelj Tertulijan. 
Kot papež je nastopil proti krivovercu Sabeliju, ki je podobno kot monarhianizem učil, da je v Bogu le ena oseba.

### Prvi protipapežHipolit(217-235)
Tudi kot papež je Kalist ohranil velik čut za reveže in zapostavljene, osebno pa ostal ponižen in miren tudi takrat, ko so ga napadali in blatili. 
Mnogim »uglednejšim« Rimljanom se je namreč zdelo pod častjo, da na papeškem prestolu sedi nekdanji suženj. Poleg tega se je moral boriti proti nekaterim zmotam in krivim naukom ter nekaj časa prenašati tudi protipapeža Hipolita, ki pa se je pozneje spreobrnil in umrl kot mučenec skupaj s papežem Poncijanom, ki ga je sprejel nazaj v cerkveno občestvo. Hipolit je bil sicer učen teolog, vendar mu je manjkalo ponižnosti. Zato se je dal najprej posvetiti za škofa, potem pa še za (proti)papeža. Na tem položaju je ostal skoraj vse do svoje smrti za časa treh (pravih) papežev: Kalista I., Urbana I. in Poncijana.

### Določbe
- Kalist velja za enega najpomembnejših in najbolj »življenjskih« papežev svoje dobe. To med drugim dokazuje tudi njegov odlok, da stanovska razlika ni nikakršna ovira za krščanski zakon, da so pred Bogom vsi stanovi enaki, torej se lahko tudi sužnji poročajo s svobodnjaki in plemiči.

Zelo se je torej zavzemal za pravice in človeško dostojanstvo sužnjev. Izdal je odlok, s katerim je določil, da smejo sužnji vpričo Cerkve sklepati veljavne poroke s svobodnimi in plemenitimi, pa čeprav se je tedanja javnost taki odločitvi upirala. Kalistov odlok je ostro posegel v tedanje rimske državne zakone, ki so prepovedovali poroke plemičev z neplemenitniki, kaj šele s sužnji! 
- Prav tako je bil Kalist odločen zagovornik milejših predpisov za spokornike in je z novim odlokom tistim, ki so med preganjanji odpadli od krščanstva, olajšal vrnitev v cerkveno občestvo.

## Smrt in češčenje
Staro izročilo pravi, da je Kalist umrl mučeniške smrti. Cerkev se ga spominja 14. oktobra.
Njegova smrt se opira na legendarno izročilo, ki pravi, da so ga utopili v vodnjaku onstran Tibere oz. vrgli skozi okno hiše, kjer je z verniki obhajal bogoslužje 

## Notranje povezave
- Liber Pontificalis